# کیرین کینوشیتا
کیرین کینوشیتا (به ژاپنی: 木下貴輪،  زادهٔ ۱۱ مهٔ ۱۹۹۵) یک کشتی‌گیر آزادکار اهل کشور ژاپن است.
از افتخارات وی می‌توان به کسب مدال نقره بازی‌های آسیایی ۲۰۲۲ اشاره کرد.